# 1996년 비악섬 지진
1996년 비악섬 지진 혹은 이리얀자야 지진(Irian Jaya earthquake)은 1996년 2월 17일 14시 59분(현지 시각)에 인도네시아 비악섬 해역에서 발생한 지진이다. 뉴기니 해구에서 발생했으며, 미국 지질조사국(USGS) 기준 이 지진의 모멘트 규모는 Mw8.2, 수정 메르칼리 진도 계급 기준 최대진도는 VIII이며 인도네시아 기상청 기준 모멘트 규모는 Mw8.2, 수정 메르칼리 진도 계급 기준 최대진도는 IX이다. 지진으로 관측된 쓰나미는 최대 7.7 m 높이에 달했다. 지진으로 총 108명이 사망, 423명이 부상을 입었고 58명이 실종되었다. 주택 5,043채가 파손되거나 파괴되어 1만 명이 넘는 이재민이 발생했다. 코림 한 마을에서만 주택 187채가 붕괴되었다. 지진 이후 여러 국가와 국제단체가 구호와 지원을 제공했다.

## 지질학적 환경

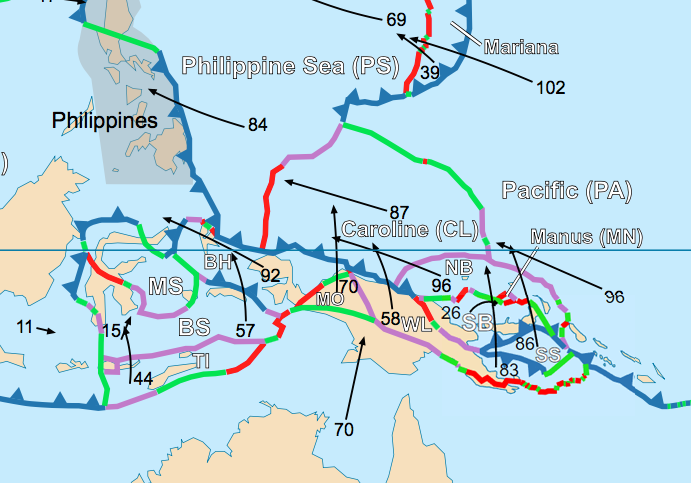
뉴기니섬 주변의 판 구조론을 그린 지도. 뉴기니는 태평양판과 오스트레일리아판 사이 복잡한 지구조론적 환경 위에 놓여 있다.

뉴기니섬은 태평양판과 오스트레일리아판이 충돌하고 비스듬하게 수렴하면서 만들어진 여러 소판으로 둘러싸인 매우 복잡한 지구론적 구조를 가지고 있다. 북쪽에는 캐롤라인판과 북비스마르크판이 뉴기니 해구를 따라 새머리판과 우들라크판 아래로 섭입한다. 지진은 뉴기니 해구의 중앙 부분에서 발생했다. 뉴기니섬 서부는 각각 북쪽과 남쪽에 필리핀 해구의 연장선상을 따라 이어진 섭입대와 새머리판과 반다해판의 섭입대 2개 섭입대가 있다. 뉴기니섬 서중부에 있는 마오케판은 여러 판과 경계를 맞닿고 있다. 뉴기니섬의 가장 동쪽 부분에서는 남비스마르크판이 우들라크판과 상호작용하고 솔로몬해판이 우들라크판 아래로 섭입한다. 뉴기니섬 지역에서 가장 긴 판의 경계는 우들라크판과 오스트레일리아판 사이 경계이다. 통상적으로 1996년 지진 이전까진 거의 지진이 나지 않는 곳으로 평가받았으나 1914년 뉴기니섬의 지진이 이번 1996년 지진의 진원과 거의 비슷하다는 연구가 있다.

## 지진
지진의 발진기구해는 섭입대의 단층과 일치하는 낮은 각도의 역단층인 충상단층의 형태를 보인다. 파열된 섭입대의 길이는 뉴기니 해구를 따라 약 230 km, 폭 약 100 km의 영역이 평균 4 m 미끄러졌다. 진원에서 시작된 단층 파열은 서쪽으로 약 180 km 이어져서 파열되다 15초 후에는 진원에서 동쪽으로 50 km 길이 영역까지도 파열되었다. 가장 크게 미끄러진 지역은 진원 인근으로 최대 미끄러짐 길이는 약 12 m이다. 지진 이후 다양한 종류의 큰 여진이 발생했다. 이 중 대부분은 본진의 영향으로 주변 단층 구조에서 발생한 유발지진으로 추정된다. 대부분의 여진은 본진으로 크게 단층이 어긋난 지점에서 발생했다.

## 지진해일
| 위치              | 기록된 높이 (m) |
| ----------------- | --------------- |
| 일본 시오노곶     | 0.96            |
| 일본 지치지마섬   | 1.03            |
| 일본 다테야마시   | 0.90            |
| 미국 셰마섬       | 0.35            |
| 미국 에이덱       | 0.10            |
| 캐나다 포트앨버니 | 0.37            |
| 캐나다 윈터하버   | 0.15            |
| 미국 크레센트시티 | 0.18            |
| 미국 샌타모니카   | 0.05            |

비악섬 서해안의 마을인 마도리에서는 최대 7.7 m 높이의 쓰나미가, 비악섬 북부의 코렘에서는 최대 5.4 m 높이의 쓰나미가 관측되었다. 또한 야펜섬, 파다이오제도, 파이섬 등 진원 인근 섬에도 큰 쓰나미가 관측되었으며 평균 4-5 m의 높이가 관측되었다. 흔들림이 발생한 지 대략 5분 후 인근 주민들은 비행기가 날라다니는 소리 같은 매우 큰 소리를 들었고 이를 큰 파도가 닥쳐온다는 신호로 이해했다. 이후 해안가 주민들은 높은 지대로 피난갔다. 이 덕분에 많은 주민들이 쓰나미로부터 목숨을 구할 수 있었다.
지진의 규모와 그 진원에 비해 발생한 쓰나미의 높이는 매우 높았다. 비악섬 서부에 매우 높은 쓰나미가 발생한 이유로 국지적인 해저 산사태가 거론된다. 이는 비악섬 서해안이 쓰나미가 일어난 진원지 반대편인데도 불구하고 가장 먼저 쓰나미의 타격을 입었다는 이유도 잘 설명한다. 또한 쓰나미의 피해 상황이 전통적인 얕은 해역의 단층파괴로 인한 쓰나미 형성과는 많이 달라 마도리 인근 지역의 해저 산사태 이론으로 쓰나미를 설명하고 있다. 또한 최대로 융기한 지역에서 여러 건의 산사태도 보고되었다.

### 대한민국
대한민국에서는 대한민국 기상청이 본진 발생 이후 17일 오후 6시 30분(한국 시각 기준)에 제주도 연안과 남해안 전역에 지진해일주의보를 발령했으며, 해일 도달 시간은 오후 8시경이라고 추정했다. 이후 대한민국에서 10-20 cm 정도의 낮은 높이의 지진해일이 관측되었으며 당일 오후 9시에 모든 지진해일주의보를 해제했다.

### 일본
NHK 종합 텔레비전은 홋카이도 도요하마 터널 암반붕괴사고 관련 특집보도를 하던 17시 30분(JST 기준) 쓰나미주의보를 발령했고 20시 15분에 지치지마섬에서 103 cm의 쓰나미를 관측했다.
약 1시간 후인 21시 25분에는 홋카이도에서 혼슈, 시코쿠에 이르는 태평양 연안과 쿠릴 열도, 이즈 제도, 오가사와라 제도, 아와지섬 전 해안, 도쿄만, 오사카만 연안(오사카부 및 효고현 남부 해안)에 쓰나미경보가, 이키섬, 쓰시마섬, 고토 열도를 포함한 규슈 전역과 야마구치현 해안, 난세이 제도 전 해안에 쓰나미주의보가 발령되었다.일본 열도에서 야마구치현 동쪽의 동해 연안, 세토 내해 연안, 쓰가루 해협 연안을 제외한 전 해안선에 쓰나미주의보 이상이 발령되면서 NHK는 특별보도 이외에 긴급경보방송도 내보냈다. 일본의 민영 방송에서도 광범위한 지역에 쓰나미경보가 발령되었다는 소식을 전하고 여러 방송국에 특별보도를 내보냈다.
이 지진으로 일본 본토에서는 와카야마현에서 최대 90 cm 높이의 쓰나미가 관측되었으나 일본에서 큰 피해는 없었다.

## 반응

### 국내의 구호 작전
지진 발생 직후 인도네시아 정부는 피해 이재민들에게 쌀을 지원했다. 이후 정부, 군, 적십자사가 이재민을 대피시키고 구호품을 배분하며 주민 1천명을 수용할 수 있는 대규모 부엌을 건설했다. 악천후와 높은 파도로 배로 구호품을 전달하기 어려웠기 때문에 운송에 여러 지장이 있었다. 여러 정부부처와 국가물류관리국이 참여한 지원팀은 텐트 36동, 담요 5,300장, 의약품 500 kg, 구급차, 물펌프, 물통, 물, 의류, 식량, 등유 램프, 플리스틱 시트 등을 공수했다. 인도네시아 사회부는 나중에 미화 15,486달러어치의 식량, 쌀 34톤과 기타 즉시 사용한 구호품을 전달했다. 인도네시아 국민은 미화 74,588달러와 식료품, 여러 건축자재를 기부했다. 인도네시아 퍼스트 레이디는 미화 63,998 달러와 의류 8천벌을 기부했다.

### 국제적인 지원
유엔 개발 계획(UNDP)은 담요, 플라스틱 시트, 식량 구입을 위해 25,000달러를 지원했다. 오스트레일리아 정부는 긴급 구호 물품 구입과 구조 활동의 헬리콥터 파견을 위한 55,555달러를 기부했다. 일본 정부는 피해 추산과 구호 활동 지원을 위한 3명의 전문가와 84,000달러를 지원했다. 또한 텐트, 물탱크, 발전기, 목공세트, 의료장비 공수를 위해 192,000달러를 추가로 제공했으며 지역 주민 구호품 구입을 위한 추가 지원금 200,000달러도 원조했다. 또한 야마가타현 정부는 미화 9,346달러를 지원했다. 미국 국제개발처(USAID)는 주택(플라스틱 시트, 텐트, 담요) 구비를 위한 265,486달러와 구호품 배급을 위한 1만달러, 2명으로 구성된 피해조사팀을 파견했다. 아시아 의사협회(AMDA)도 부상자 치료를 돕기 위해 물품과 도구를 갖춘 의사 3명을 피해지로 파견했다.

## 같이 보기
- 인도네시아의 지진 목록
- 1996년 지진
- 1976년 파푸아 지진